# アドルフ・ヒトラー・ウノナ
アドルフ・ヒトラー・ウノナ (Adolf Hitler Uunona、1965/1966 年に南西アフリカで、他の情報源によると1954 年生まれ) とは、ナミビアの公民権活動家であり政治家である。
2004年から南西アフリカ人民機構の議員およびメンバーを務めている。2020年に地方選挙で勝利し、ニュースソースが元ナチスの独裁者アドルフ・ヒトラーと同じ名前であることを記事にしたため大きな注目を集めた。

## 経歴

### 南アフリカ領南西アフリカ時代
ウノナは活動家として、また南西アフリカ人民機構のメンバーとして政治に参加した。 彼は過激派組織ナミビア人民解放軍のメンバーでもあった。当時、南アフリカはアパルトヘイトという名の人種隔離制度を導入していた。

### ナミビア独立後

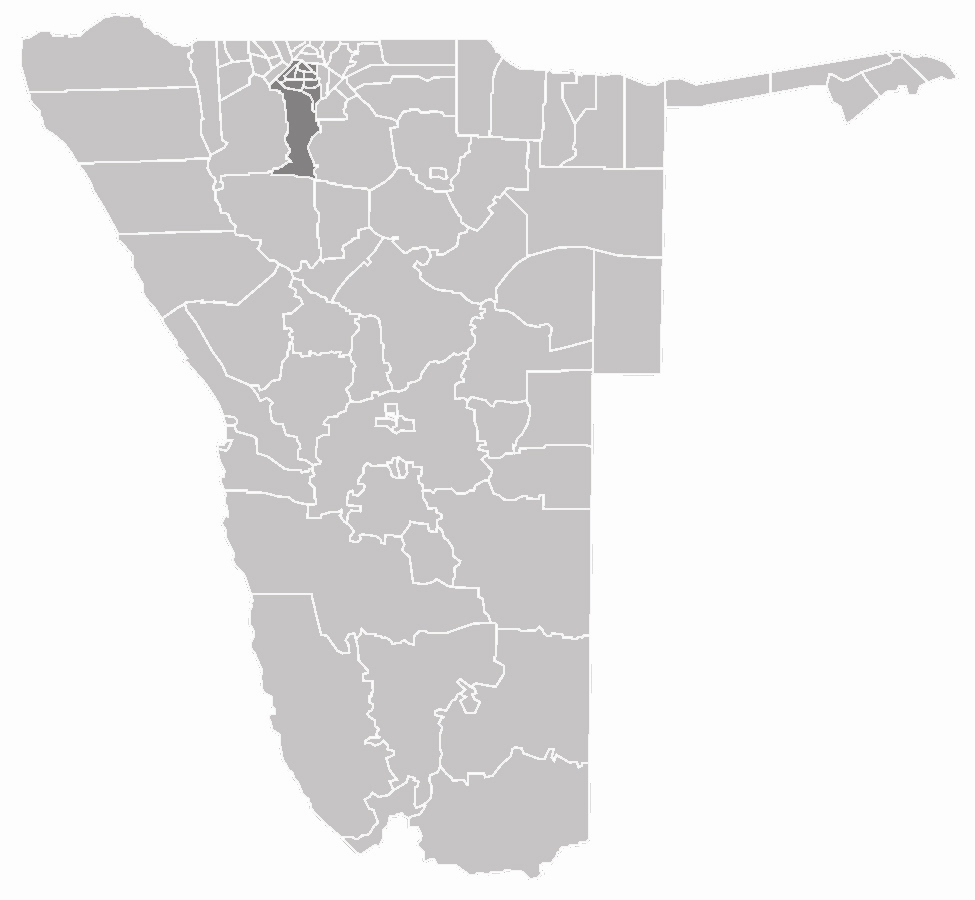
ウノナが選出されたナミビアのオシャナ地域を濃い灰色で示した地図。

ウノナは2004年以来、2010年と2015年のオシャナ地方議員選挙においてオンプンジャ選挙区で州議員に数回選出されている。 2020年11月、ナミビア北部の地方選挙で得票率85％に当たる1,196票を獲得して勝利した。対立候補である変化を求める独立した愛国者党のムンバラ・アブナーはわずか213票しか得られず敗北した。ウノナは引き続きナミビアのオンプンジャ選挙区の議員を務めた。

## 名前
「アドルフ」のようなドイツ語の名前がナミビアでよく使われるのは、ナミビアがドイツ帝国下の1884年から1915年にかけてドイツ領南西アフリカと呼ばれるドイツの植民地であり、後に南アフリカ連邦の委任統治領となったことも一因となっている。
世界のニュースソースは、ウノナは第二次世界大戦中のドイツの独裁者アドルフ・ヒトラーと同じ名前であると書いた。ウノナは、父親がアドルフ・ヒトラーにちなんで名付けたのだろうが、当時の父親はアドルフ・ヒトラーがどのような人かを知らなかったのだと考えていると語った。 大人になって初めて、アドルフ・ヒトラーは世界を征服しようと考えていたことに気づいたと彼は語った。ウノナは通常、ファーストネームを単独で「アドルフ」、または公の場では「アドルフ・ウノナ」と呼んでいる。ウノナは、自分の名前はすでに多くの政府文書に記載されているため、変更する予定はないと述べている。ウノナは自分の名前を気楽に受け入れていることで知られており、自分には「世界征服」などの目標はないとさえ言っている。

## 大衆文化
アドルフ・ヒトラー・ウノナの名前は、1933年から1945年までドイツを統治したアドルフ・ヒトラーに似ていたため、ミームの形で大衆文化に登場した。 これらのミームは一般に、「アドルフ・ヒトラーという男がナミビアの選挙に勝利する」という内容の記事の画像を描写し、ウノナがドイツ人のアドルフ・ヒトラーとは何の関係もないというキャプションを追加する。